# アンブラックメタル
アンブラックメタル（Unblack Metal、クリスチャン・ブラックメタル）は、歌詞やアートワークでキリスト教を賛美する一方で、音楽的にはブラックメタルのスタイルをとっているジャンル。ブラックメタルの先駆者（特に第二世代のバンド）は反キリストの立場をとっていることが普通であるため、このジャンルの誕生は議論を呼ぶことになった。多くのブラックメタルバンドのもつ特徴である邪悪さや個人主義的、人間不信的な思想がキリスト教と矛盾するのではないかとも言われている。

## 概要
誕生した正確な時期については意見が分かれている。オーストラリアのバンドHordeが1994年に発表したアルバムHellig Usvartにおけるアンブラックメタルのコンセプトとホーリー・アンブラックメタルという言葉はメディアの関心をひくことになった。ホーリー・アンブラックメタルと言う言葉はダークスローンが2ndと3rdで使用したスローガンである"アンホーリー・ブラックメタル"をもじったものである。一方で、1990年に結成されたノルウェーのバンドAntestorはすでにThe Defeat of Satanを1991年にリリースしている。しかし、後の1994年に発表したアルバムMartyriumで彼らはブラックメタルへと方向を転換している。
アンブラックメタルはブラックメタルシーンの中でキリスト教を好意的に描く集団だと見なされている。楽曲の特徴としては速いテンポ、叫び声、トレモロピッキングを用いて高音域を強調したディストーションによるギター、ツーバスを使うドラミング、通常とは異なった曲構成などブラックメタルと同様のものが挙げられる。
アンブラックメタルバンドの中にはサタニズムを批判する歌詞を書くものもいる。オーストラリアのHordeはその代表である。このテーマは1990年代の中頃によくみられるものだった。1990年代の後半になると、哲学やイデオロギーを扱った歌詞が増えていった。そのなかには改宗、救済、信仰の戦いの話や、聖書の引用が含まれたものも多い。アンブラックメタルバンドがブラックメタルをプレイする理由には、ブラックメタルを純粋に音楽の一ジャンルとして評価しているというものから、ブラックメタルシーンに福音をもたらすというものまで存在する。

## 歴史

### 1990年代初頭
1994年にレコーディングされ、発表されたオーストラリアのバンドHordeのデビューアルバムHellig Usvartが史上初のアンブラックメタルアルバムだとされる。ただ、唯一のメンバーであるAnonymousは「Hordeの前にも似たようなバンドはいたよ。ノルウェーにでさえね。」といい、1990年に結成されたAntestorについて言及している。Antestorは1993年以前はCrush Evilというデスドゥームバンドだった。デビューアルバムであるMatyriumも1994年にレコーディングされており、アンブラックメタルの音楽性へとシフトしている。だが、当時のレーベルとの問題により、2000年まではオフィシャルに発表されなかった。メイヘムのユーロニモスはCrush Evilを脅して解散させようとしていたが、1993年にヴァルグ・ヴィーケネスによって殺害されてしまった。
Hellig Usvart(ノルウェー語でHoly Unblack)はブラックメタルシーンで激しい論争の的になり、Nuclear Blast Recordsにはメンバーの名を公表しないと殺害する、との脅迫文が送られてきた。のちに、MortificationとParamaeciumの元ドラマーであったJayson Sherlockが唯一のメンバーであったことが判明した。メディアはこの論争に俄かに興味津々となった。1995年の6月6日に、ノルウェーの週刊紙モルゲンブラーデは、アンブラックメタルに関する記事を出した。それによれば、Hordeのアルバムは「ノルウェーのブラックメタル・ムーヴメントに対して突如現れた風刺」だという。Antestorもインタビューされており、ヴォーカリストのKjetil Molnesは「私たちは自分たちのことをブラックメタルだと考えていますが、それは音楽の形式としてです。イデオロギーとか信条とかじゃあないんです。」と答えている。
スウェーデンのバンドAdmonishは1994年ごろ結成された。スウェーデンで初のアンブラックメタルバンドである。彼らは自らのウェブサイト上で自分たちのスタイルを「クリスチャン・ブラックメタル」と表現したことで有名になった。この件もアンダーグラウンドシーンで議論を巻き起こし、アンチ・Admonishのウェブサイトまで立ち上げられるほどであった。公式には2005年までなんのリリースもなかったが、メタル・ハマーマガジンは1990年代のブラックメタル特集で、Admonishを「クリスチャンブラックメタルバンドを代表するバンドのひとつ」と表現していた。

## 論争
キリスト教か否かでブラックメタルバンドをわけることを「とても無意味だと感じる」とする論者もいる。しかし、HordeやAntestorなどの初期のバンドは自分たちの音楽性を"ブラックメタル"と表現することを拒絶している。ジャンルがサタニズムと強く結びついているように感じられるのが理由だという。Hordeは自分たちの音楽性を"ホーリー・アンブラックメタル"と呼び、Antestorは"ソロウ・メタル"と表現するのを好んでいる。ドキュメンタリーLight in Darkness – Nemesis Divinaを撮ったStefan Rydehedはインタビューで「クリスチャン・ブラックメタルのミュージシャンは自分たちをブラックメタルシーンの一員と考えているが、なかなか受け入れられていない。他のブラックメタル・ミュージシャンからもだが、社会や、一般のクリスチャンからも認められていないんだ。」と語っている。
現在活動している多くのアン・ブラックメタルバンドは、ブラックメタルはもはや思想的なムーヴメントではなく、単なる音楽ジャンルになったと考えており、そのため自分たちの音楽性をブラックメタルと表現している。例えば、スウェーデンのCrimson MoonlightのヴォーカリストSimon Rosénはあるインタビューで「まず、私たちの音楽をアン・ブラックメタルだとかホワイト・メタルとは呼びたくはありません。私たちはブラックメタルをプレイしているのですよ。」と述べている。Ultimate Metalでのインタビューで、彼は自身の考えを更にこう説明している。
| 「 | 全ての音楽ジャンルは今や中立的なものになったと考えています。つまり、音楽ジャンルそれ自体が"悪"になることはないということです。そういったことは目的がどうかによりますよね。その音楽を選んだ理由とか歌詞が扱うテーマは何かとか。説明のための一例を挙げてみましょうか。殺人者の手にある刃物は人を殺すことが出来ますが、ドクターの手にある刃物は人を救うことが出来ます。さあ、刃物自体が悪だって言えるでしょうか？それは違うでしょう。どう使うかによるんです。音楽をどのような目的で使いたいかを決める力は私たちの手の内にこそあるんです。私たちが自分たちを"ブラックメタル"だと言うと、多くのブラックメタルファンがいい顔をしないのは知っています。それに関して不快な思いをさせているのであれば、残念です。でも、私たちにとって、ブラックメタルは一つの音楽ジャンルでしかないんです。Veil of Remembranceを聴いてみてください。そして、それが何というジャンルなのか私に教えてくださいよ。 | 」 |

一方で、ブラックメタルシーンに属する多くの人は"クリスチャン・ブラックメタル"をある種の撞着語法だと捉えている。イギリスのドキュメンタリーMurder Music: A History of Black Metalでは、インタビューを受けた全ての人が、ブラックメタルはクリスチャンになり得ないと答えている。"クリスチャン・ブラックメタル"という語は、ブラックメタル・ミュージシャン達から嘲笑を含んだ反応を受けている。たとえば、イギリスのバンドSabbatのMartin Walkyierは「"クリスチャン・ブラックメタル"？ 何をするっていうんだ？教会でも建てんのか？修復でもするって言うのかよ？(笑)」と答えている。

## 主なバンド一覧
| Band                 | Country        | Formed | Notes  |
| -------------------- | -------------- | ------ | ------ |
| Admonish             | スウェーデン   | 1994   | [ 18 ] |
| Antestor no:Antestor | ノルウェー     | 1991   | [ 19 ] |
| Armageddon Holocaust | インドネシア   | 1999   | [ 20 ] |
| Arvinger             | ノルウェー     | 2001   |        |
| Blood Covenant       | インド         | 2005   | [ 21 ] |
| Crimson Moonlight    | スウェーデン   | 1997   | [ 22 ] |
| Drottnar             | ノルウェー     | 1996   | [ 23 ] |
| Frost Like Ashes     | アメリカ合衆国 | 2001   | [ 24 ] |
| Horde                | オーストラリア | 1994   | [ 25 ] |
| Kekal                | インドネシア   | 1995   | [ 26 ] |
| Lengsel              | ノルウェー     | 1995   | [ 27 ] |
| Sanctifica           | スウェーデン   | 1996   | [ 28 ] |
| Slechtvalk           | オランダ       | 1997   | [ 29 ] |
| Vaakevandring        | ノルウェー     | 1999   | [ 30 ] |